# Panzertruppenabzeichen der Legion Condor

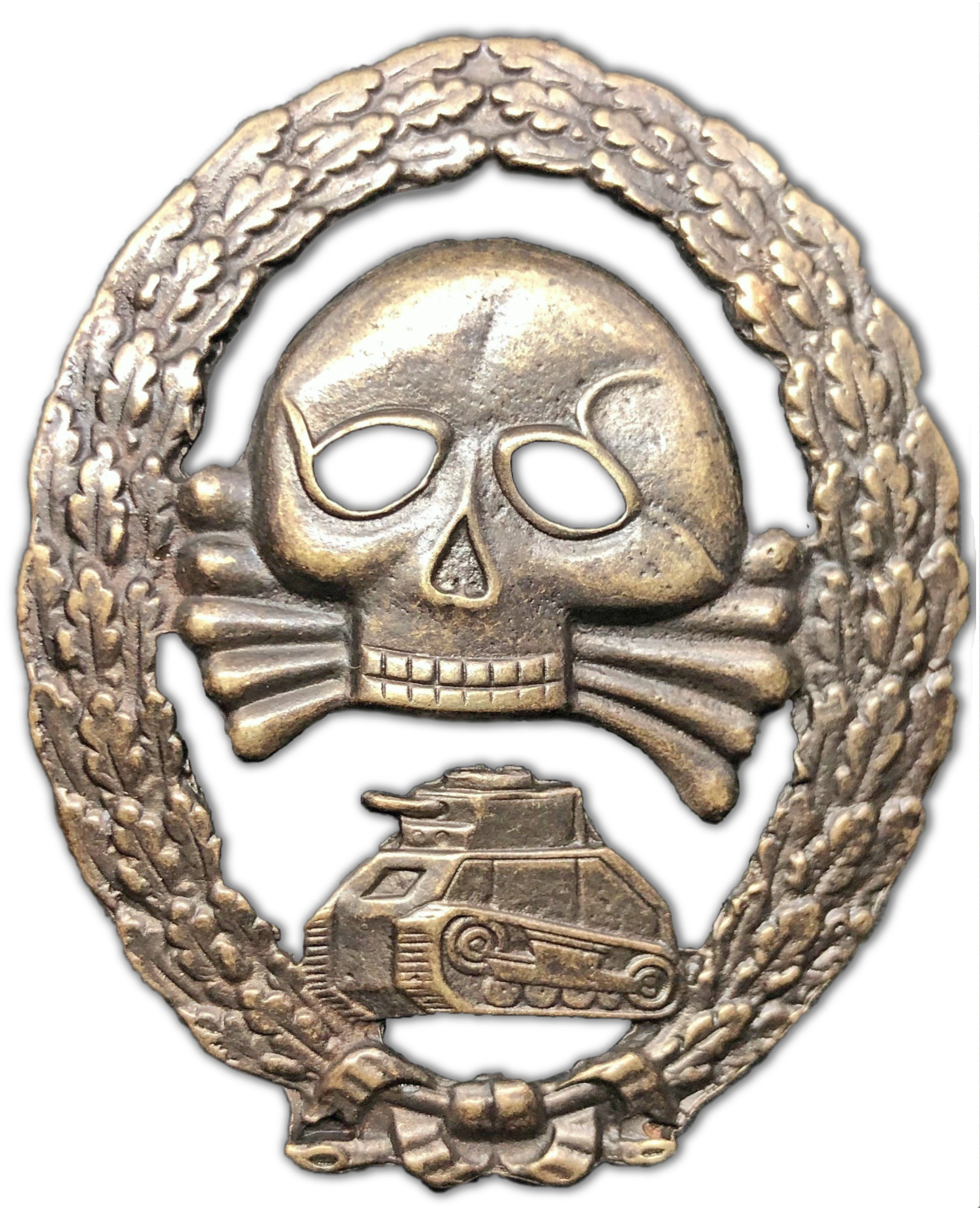
Panzertruppenabzeichen der Legion Condor

Das Panzertruppenabzeichen der Legion Condor war ein Erinnerungsabzeichen für die deutschen Teilnehmer der Panzer-Ausbildungsmission in Spanien. Es wurde im Herbst 1936 geschaffen und vom Kommandeur der deutschen Panzertruppen Wilhelm von Thoma im spanischen Bürgerkrieg an Besatzungen von Panzerkampfwagen und an die Panzerjäger verliehen, die mindestens drei Monate auf dem Kriegsschauplatz verbracht und sich in dieser Zeit vorbildlich geführt haben. 
Der Oberbefehlshaber des Heeres Generaloberst Walther von Brauchitsch genehmigte das von der Truppe geschaffene Abzeichen mit einer Verfügung vom 10. Juli 1939 in Anerkennung der hervorragenden Leistungen der Panzertruppe in Spanien 1936-39.
Die hochovale Auszeichnung, zumeist aus Messing oder Silber gefertigt, ist aus einem Eichenkranz gebildet, der unten zusammengebunden ist. Es zeigt einen Totenkopf über gekreuzten Knochen, das Mützenabzeichen der Panzertruppe der Legion Condor. Darunter ist ein nach links ausgerichteter Panzerkampfwagen zu sehen.
Hergestellt wurden die Abzeichen von der Firma Ansorena in Madrid. Das Schnitt- und Prägewerkzeug stammte wahrscheinlich von der Firma F.B. Da Costa aus Lissabon. Belegt sind 415 Verleihungen. Es existieren deutsche Nachfertigungen der Firmen Juncker, Meybauer und Schickle.
Getragen wurde die Auszeichnung als Steckabzeichen auf der linken Brustseite.